# WTA Bol
Das WTA Bol (offiziell: Croatian Bol Ladies Open) war ein Damen-Tennisturnier der WTA Tour, das in der kroatischen Stadt Bol ausgetragen wurde.
Im Laufe der Jahre veränderte die WTA die Wertigkeit des Turniers immer wieder. So war es in seinem ersten Jahr ein Turnier der Kategorie Tier V und bei der letzten Austragung 2003 ein Tier-III-Turnier. Von 2004 bis 2015 fanden in Bol mehrere Turniere der International Tennis Federation im Rahmen des ITF Women’s Circuit statt. Ab 2016 wird in Bol wieder ein WTA-Turnier im Rahmen der WTA Challenger Series stattfinden.

## Siegerliste

### Einzel
| Jahr                                                 | Siegerin          | Finalgegnerin              | Ergebnis      |
| ---------------------------------------------------- | ----------------- | -------------------------- | ------------- |
| ↓ Kategorie: Tier V ↓                                |                   |                            |               |
| 1991                                                 | Sandra Cecchini   | Magdalena Maleewa          | 6:4, 3:6, 7:5 |
| von 1992 bis 1995 wurde in Bol kein Turnier gespielt |                   |                            |               |
| ↓ Kategorie: Tier IV ↓                               |                   |                            |               |
| 1996                                                 | Gloria Pizzichini | Silvija Talaja             | 6:0, 6:2      |
| 1997                                                 | Mirjana Lučić     | Corina Morariu             | 7:5, 6:7, 7:6 |
| 1998                                                 | Mirjana Lučić     | Corina Morariu             | 6:2, 6:4      |
| ↓ Kategorie: Tier IVa ↓                              |                   |                            |               |
| 1999                                                 | Corina Morariu    | Julie Halard-Decugis       | 6:2, 6:0      |
| ↓ Kategorie: Tier III ↓                              |                   |                            |               |
| 2000                                                 | Tina Pisnik       | Amélie Mauresmo            | 7:64, 7:62    |
| 2001                                                 | Ángeles Montolio  | Mariana Díaz-Oliva         | 3:6, 6:2, 6:4 |
| 2002                                                 | Åsa Svensson      | Iva Majoli                 | 6:3, 4:6, 6:1 |
| 2003                                                 | Wera Swonarjowa   | Conchita Martínez Granados | 6:1, 6:3      |

### Doppel
| Jahr                                                 | Siegerinnen                                         | Finalgegnerinnen                    | Ergebnis      |
| ---------------------------------------------------- | --------------------------------------------------- | ----------------------------------- | ------------- |
| ↓ Kategorie: Tier V ↓                                |                                                     |                                     |               |
| 1991                                                 | Laura Golarsa Magdalena Maleewa                     | Sandra Cecchini Laura Garrone       | kampflos      |
| von 1992 bis 1995 wurde in Bol kein Turnier gespielt |                                                     |                                     |               |
| ↓ Kategorie: Tier IV ↓                               |                                                     |                                     |               |
| 1996                                                 | Laura Montalvo Paola Suárez                         | Alexia Dechaume Alexandra Fusai     | 6:7, 6:3, 6:4 |
| 1997                                                 | Laura Montalvo Henrieta Nagyová                     | María José Gaidano Marion Maruska   | 6:3, 6:1      |
| 1998                                                 | Laura Montalvo Paola Suárez                         | Joannette Kruger Mirjana Lučić      | kampflos      |
| ↓ Kategorie: Tier IVa ↓                              |                                                     |                                     |               |
| 1999                                                 | Jelena Kostanić Michaela Paštiková                  | Meghann Shaughnessy Andreea Vanc    | 7:5, 6:7, 6:2 |
| ↓ Kategorie: Tier III ↓                              |                                                     |                                     |               |
| 2000                                                 | Julie Halard-Decugis Corina Morariu                 | Tina Križan Katarina Srebotnik      | 6:2, 6:2      |
| 2001                                                 | María José Martínez Sánchez Anabel Medina Garrigues | Nadja Petrowa Tina Pisnik           | 7:5, 6:4      |
| 2002                                                 | Tathiana Garbin Angelique Widjaja                   | Jelena Bowina Henrieta Nagyová      | 7:5, 3:6, 6:4 |
| 2003                                                 | Petra Mandula Patricia Wartusch                     | Emmanuelle Gagliardi Patty Schnyder | 6:3, 6:2      |